# División de Gobierno Interior
La División de Gobierno Interior (DGI) es una entidad pública chilena, dependiente de la Subsecretaría del Interior. Es la encargada de asistir y asesorar a las autoridades del Servicio de Gobierno Interior (delegados regionales y delegados provinciales), en su rol de representantes naturales e inmediatos del presidente de la República en los territorios, específicamente en materias de orden público y de gestión y administración territorial. Su principal objetivo es fortalecer la gestión del Gobierno hacia un Estado al servicio de la ciudadanía.

## Programas

### Gobierno en Terreno
Gobierno en Terreno es una herramienta para acercar las necesidades de las personas del territorio chileno a los servicios públicos del Estado. De la misma manera, tiene como función instalarse como una instancia de participación ciudadana, donde sea posible comunicar a las personas las distintas medidas que esté aplicando el Gobierno, y también realizar consultas que sirvan para realizar el levantamiento de necesidades que existen en las comunidades.
Este programa se basa en el modelo de comunicación institucional pro-ciudadanía, promoviendo el ejercicio del derecho de acceder a la información, tanto por parte de las personas, por medio de una respuesta oportuna, certera y eficaz, como por parte de las instituciones y servicios públicos.

### Comité Técnico Asesor
El Comité Técnico Asesor (CTA) es el espacio de coordinación Intersectorial de los servicios públicos presentes en las provincias, convocado por el gobernador. Su objetivo es definir metas articuladamente para responder a las necesidades locales y avanzar hacia un desarrollo provincial.

### Programa de Fortalecimiento de la Gestión Provincial de Sistema Protección Social
El Ministerio de Desarrollo Social y Familia en conjunto con el Ministerio del Interior, buscan a través del Programa de Fortalecimiento de la gestión provincial fortalecer el funcionamiento del sistema intersectorial de protección social en el territorio, en coordinación con los servicios e Instituciones del Estado, para llegar con políticas integrales que se complementen y aporten de acuerdo a las realidades territoriales.
Su propósito es coordinar las políticas sociales e integrar las distintas decisiones y acciones gubernamentales —con una mirada estratégica, integral y unitaria— desde una perspectiva de largo plazo, compatibilizando y concertando acciones complementarias en base a objetivos compartidos en los territorios. El valor agregado de ejecutar el programa desde Interior es la coordinación intersectorial liderada por la autoridad de Gobierno Interior, reconociendo en la coordinación provincial de la acción pública social, una necesidad prioritaria en el ejercicio del rol de los gobernadores.

## Estructura
La División de Gobierno Interior está compuesta por cuatro unidades, las que a su vez disponen de "departamentos":
Gabinete
- Unidad de Administración e Infraestructura
  - Administración y Jurídica
  - Administración y Presupuestos y Gestión de Compras
  - Administración y Presupuesto Corriente
  - Control de Gestión
  - Infraestructura
- Unidad de Gestión Territorial
  - CTA y Gobierno en Terreno
  - Apoyo Sistema de Protección Social
  - Información Territorial
- Unidad de Comunicaciones[Nota 1]
  - Comunicaciones Intendencias
  - Comunicaciones Gobernaciones
  - Comunicaciones Pasos Fronterizos
  - Diseño
- Unidad de Pasos Fronterizos
  - Gestión, Planificación y Recursos Humanos
  - Administración y Finanzas
  - Inversiones y Proyectos
  - Asustos Legales